# Lindenhofbrunnen

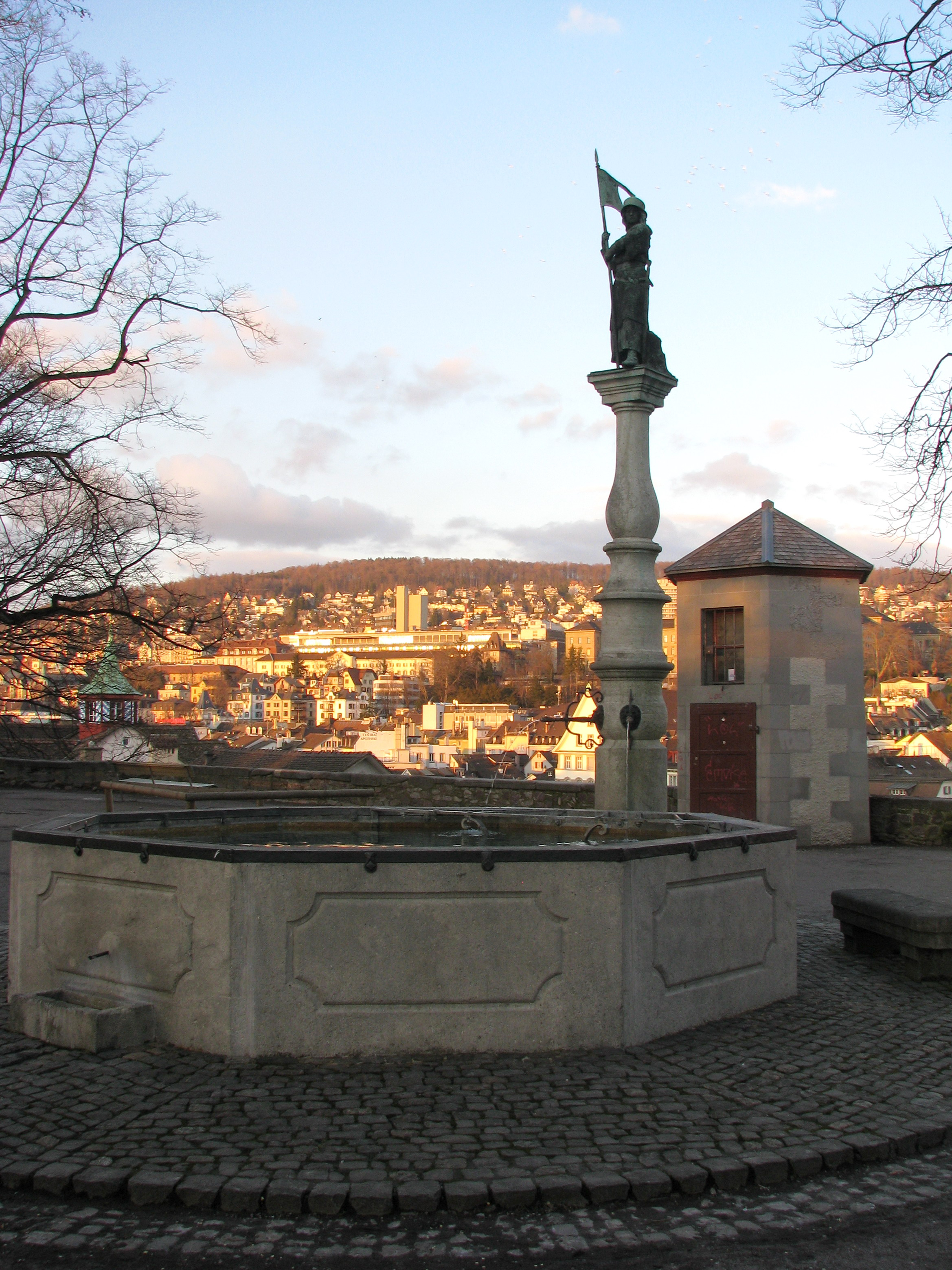
Der Lindenhofbrunnen mit Brunnenhäuschen (2009)

Der Lindenhofbrunnen (im Volksmund auch Hedwigbrunnen) ist ein Figurenbrunnen auf dem Lindenhof in der Altstadt von Zürich. Der erste Vorgängerbau wurde zwischen 1666 und 1668 von Hans Georg Werdmüller errichtet. Die 1910 aufgestellte Bronzefigur zeigt die Sagenfigur Hedwig ab Burghalden und ist ein Werk von Gustav Siber. Sie ist das erste moderne Frauendenkmal in der Stadt Zürich.

## Geschichte
Um das höhergelegene Lindenhofquartier gut zugänglich mit Trinkwasser zu versorgen, erbaute Hans Georg Werdmüller zwischen 1666 und 1668 ein aufwendiges Wasserpumpwerk: Ein an der Limmat stehendes Wasserrad pumpte Grundwasser in das Brunnenhäuschen (Wasserreservoir) am Rand des Lindenhofs, von dem aus der ebenfalls neu errichtete, von einer Löwenskulptur bekrönte Brunnen gespeist wurde. 1731 und 1745 wurde der Brunnentrog jeweils ersetzt. 1754 entstand eine neue Sandsteinsäule, und der Löwe wurde entfernt. Die heutige Schale entstand um 1850. 1868 brach das schon immer fehleranfällige Pumpwerk endgültig zusammen und wurde abgerissen. Das Brunnenhäuschen liess man stehen und funktionierte es zu einem Taubenschlag um.
Über die Entstehung der heutigen Brunnenfigur ist kaum etwas bekannt. Sie wurde am Samstag, 25. Juni 1910, platziert, ohne die Öffentlichkeit zu informieren. Die Neue Zürcher Zeitung berichtete erst fünf Tage später darüber. Die Chronik der Stadt Zürich behauptete am 9. Juli 1910, das «Denkmal» sei «in aller Stille» aufgestellt worden, «ohne dass ein Blatt davon erfahren» habe. 1912 stellte Gustav Siber eine kleine Bronzeversion der Statue im Kunsthaus Zürich aus. Wohl deswegen setzte sich die bis heute verbreitete Fehlinformation durch, die Brunnenfigur sei erst in diesem Jahr entstanden.

## Beschreibung

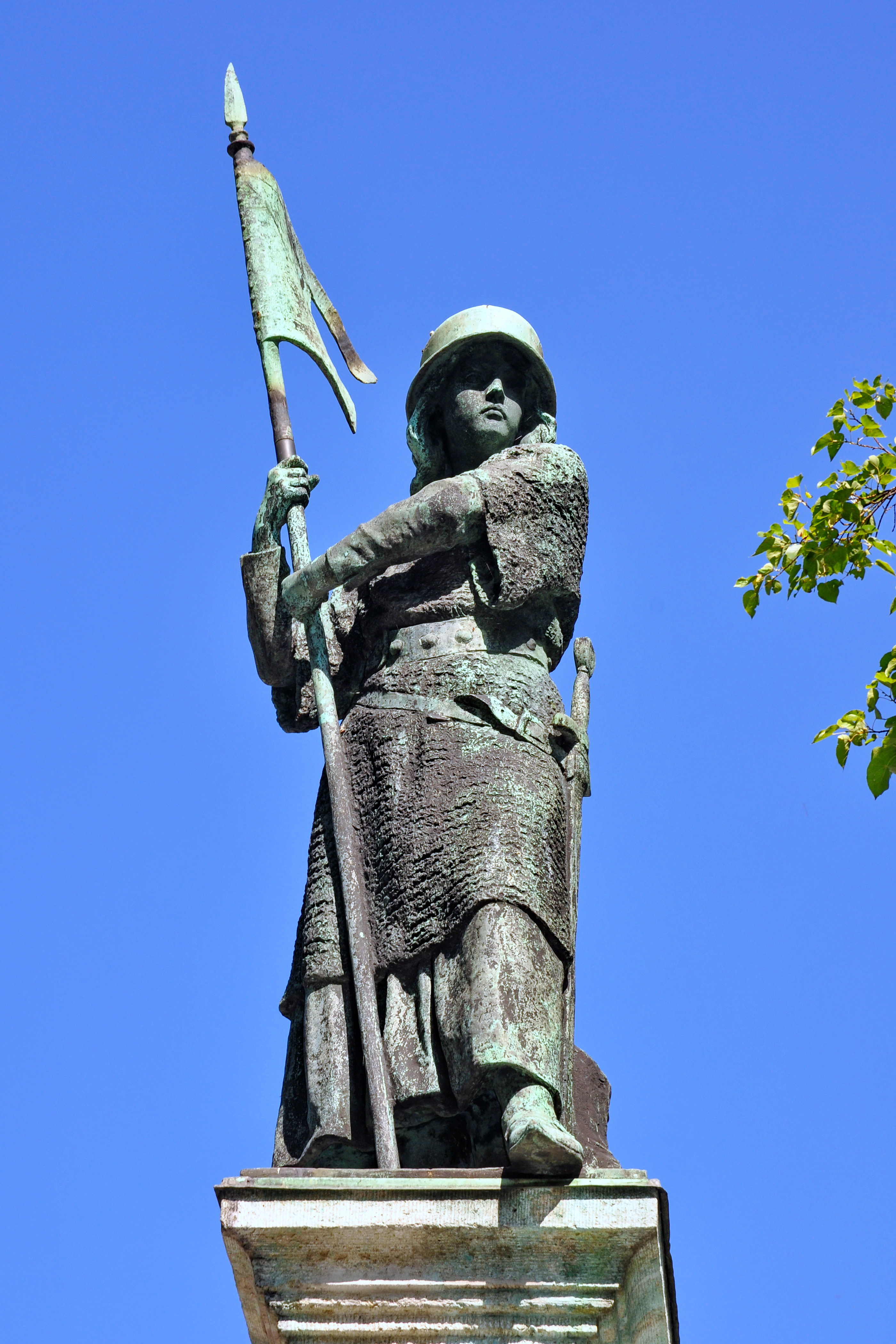
Brunnenfigur von Gustav Siber (2011)

Das Brunnenbecken ist 0,93 Meter hoch und hat einen achteckigen Grundriss von 4,29 auf 5,47 Meter. Die Säule ist mit Figur etwa 6 Meter hoch.
Die Bronzestatue zeigt Hedwig ab Burghalden, die 1292 die Stadt Zürich in Abwesenheit der Männer vor dem anrückenden österreichischen Heer gerettet haben soll, indem sie sich und andere Frauen in vollem Harnisch auf dem Lindenhof positionierte, um den Eindruck einer befestigten Stadt zu erwecken. In Sibers historisierender Darstellung ist sie mittelalterlich bewaffnet, trägt Brünne und Hirnhaube und führt an der linken Hüfte ein Schwert mit sich. Mit beiden Händen umfasst sie die Standarte mit dem wehenden Zürcher Wimpel.